# Fédération nationale antijuive
La Fédération nationale antijuive est une ligue d'extrême droite antisémite française fondée en 1903 sous la forme juridique d'une association loi de 1901.

## Histoire

### Le Comité national antijuif

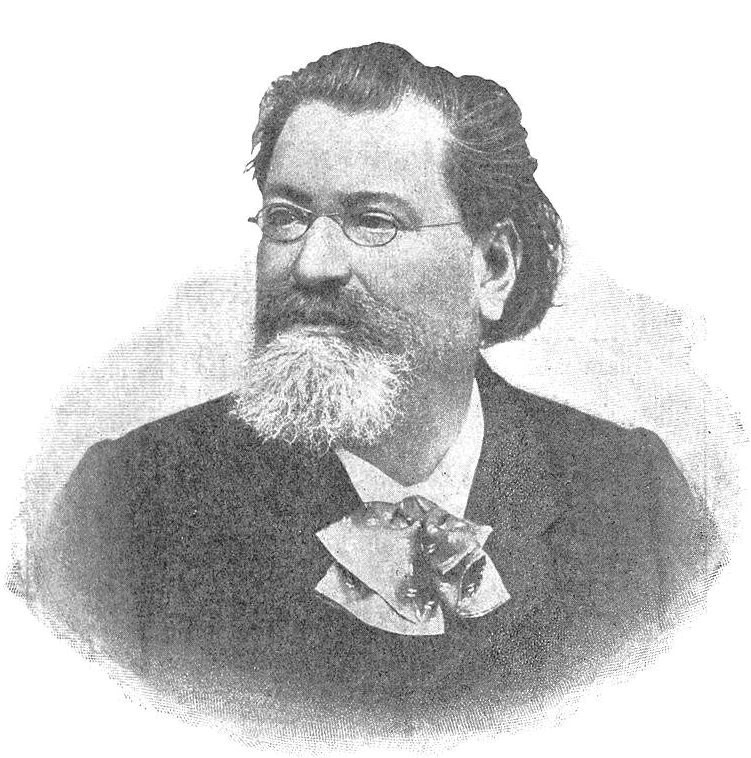
Édouard Drumont, président du Comité national antijuif puis de la Fédération nationale antijuive.

Polémiste antisémite rendu célèbre par la publication de La France juive en 1886, Édouard Drumont avait déjà essayé de monter une formation politique à la fin des années 1880. Fondée en 1889, la Ligue nationale anti-sémitique de France n'avait eu qu'une existence éphémère, disparaissant après 1890. En 1892, Drumont lance La Libre Parole, journal qui joue un rôle central dans l'antisémitisme de la fin du XIXe siècle, adoptant bientôt une attitude hégémonique nuisible aux tentatives de structuration militante du mouvement. Ainsi en 1897, quand Jules Guérin décide de relancer la Ligue antisémitique de France (qu'il rebaptisera « Grand Occident de France » par antimaçonnisme), Drumont se montre très réticent à l'encontre de ce qu'il considère comme une concurrence, malgré la présidence d'honneur qui lui a été attribuée. De même, après avoir plus ou moins subventionné la Jeunesse antisémitique d'Édouard Dubuc, le directeur de la Libre Parole lâche cette ligue en 1901, quand celle-ci devient le Parti national antijuif.
Ce dernier parti entre en effet en rivalité avec le Comité national antijuif, un comité électoral créé en 1901 autour de l'équipe de la Libre Parole en vue des élections législatives de 1902. Destinée à recueillir des fonds pour la campagne, cette nouvelle structure compte faire face à la redoutable concurrence de la Ligue de la patrie française tout en affirmant ne vouloir « gêner aucun des groupements dont l'ensemble constitue […] le Parti nationaliste ». Le Comité national antijuif installe son siège aux bureaux du journal, au no 14 du boulevard Montmartre. Drumont en est naturellement le président, avec le journaliste André de Boisandré pour secrétaire, et l'administrateur du journal, Charles Devos, pour trésorier. Les autres membres du comité sont les députés Charles Bernard, Firmin Faure et Joseph Lasies, les conseillers municipaux nationalistes parisiens Paul Baranton, Stéphane Jousselin et Gaston Méry, ainsi qu'Albert Congy, Léon Daudet et Renaud d'Elissagaray. Le bonapartiste Lasies s'en retire très vite en raison du républicanisme affiché par Drumont à l'égard de ses électeurs algériens. Jugé trop proche du rival Guérin, Baranton est quant à lui exclu du comité en mai 1902. Finalement, la campagne est un échec : Drumont est battu, comme la plupart de ses candidats et de ses anciens collègues du groupe parlementaire antijuif de 1898.
Malgré cet échec, le comité est relancé en 1903 sous une forme associative proche de celle des premiers partis politiques.

### La Fédération nationale antijuive
La fondation de la Fédération nationale antijuive est déclarée à la préfecture de police de Paris le 20 mars 1903, avec pour objet la défense des « intérêts moraux, économiques, industriels et commerciaux du pays ». Ses statuts, qui reprennent mot pour mot ceux de la ligue de 1889, annoncent que l'association, dont les juifs sont exclus, a pour but de combattre « les influences pernicieuses de l'oligarchie judéo-financière ». Sa devise, « La France aux Français ! », n'est autre que le sous-titre de La Libre Parole. Si le bureau est identique à celui du comité précédent, son comité exécutif compense les départs de Lasies, Baranton et Congy en accueillant le député Edmond Archdeacon, le conseiller municipal Gabriel Bertrou et le jeune journaliste Flavien Brenier, président de la Fédération nationaliste normande.
Journaliste à L'Aurore, le socialiste Henri Brissac critique violemment les « polichinelles sanglants » de la Fédération nationale antijuive, dont il raille les prétentions socialisantes.
Des comités locaux de l'association sont organisés en Normandie, ainsi qu'à Bayonne, Sèvres, Lille et Bordeaux. Les femmes sont également invitées à rejoindre le mouvement. Pour assurer la présence de la ligue dans la rue, Méry est chargé d'organiser un mouvement de jeunesse, la Jeunesse d'action antijuive ou « Volontaires de la liberté », dont la section nantaise est présidée par un certain F. Michelet.
En mai 1903, les tribuns de la Fédération poursuivent une série de conférences dont l'une des plus importantes a lieu le 18 à la salle de la Société des agriculteurs de France, rue d'Athènes. D'autres réunions ont lieu le 27 juin à la Porte Dorée, sous la présidence de Charles Péchin, le 8 novembre à la salle du théâtre de Sèvres, en présence du maire Poirot-Delpech, le 22 novembre à Versailles et la semaine suivante à Mantes, où les antisémites sont pris à partie par des contradicteurs, ce qui entraîne quelques violences,. Au cours de ces meetings, les membres du comité exécutif de l'association partagent l'estrade avec d'autres orateurs tels que Lasies, Congy, Georges Thiébaud, Joseph Ménard et Albert Monniot ou encore avec la chanteuse Eugénie Buffet, tandis que l'entente avec d'autres ligues, celle des Patriotes et celle de la Patrie française, est clairement affichée.
Au début du mois de décembre, un manifeste antidreyfusard protestant contre le « coup d’état judiciaire qui se prépare dans l'ombre » (c'est-à-dire la cassation de la condamnation de Dreyfus) associe la Fédération nationale antijuive à la Ligue des patriotes, à la Patrie française et à un « Parti socialiste français » qui n'est vraisemblablement pas le Parti socialiste français du dreyfusard Jaurès mais plutôt le Parti républicain socialiste français, antisémite et d'obédience rochefortiste.
Après cette dernière prise de position, la Fédération, dont le comité exécutif ne s'est réuni qu'une quinzaine de fois, ne semble plus très active dès 1904, à l'image de la plupart des groupements nationalistes.

## Comité exécutif

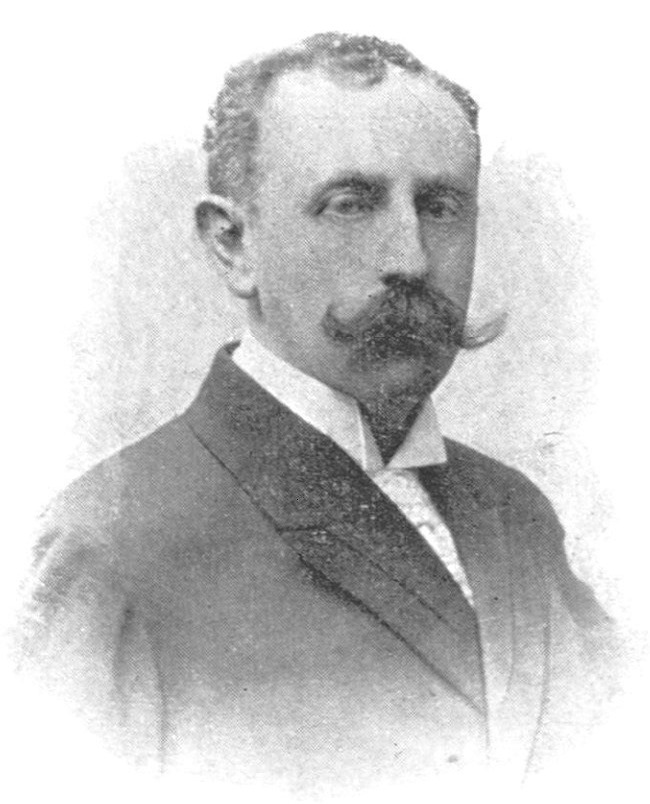
Edmond Archdeacon
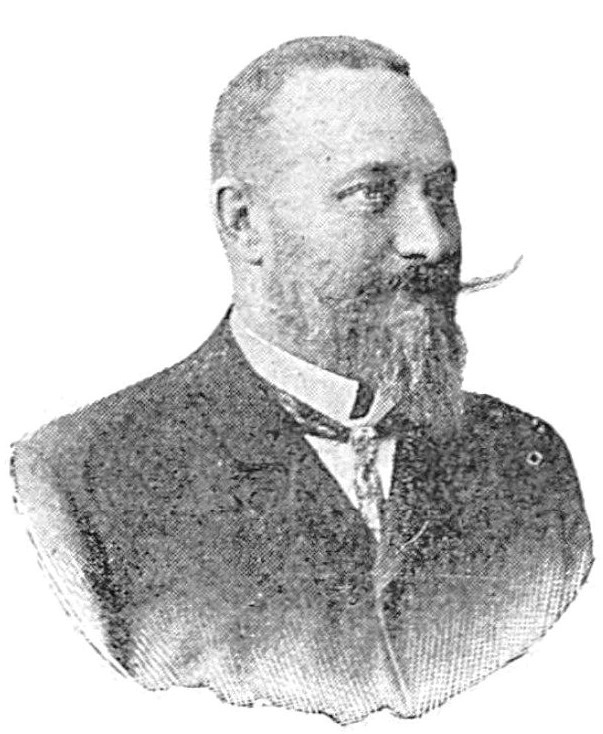
Ernest Barillier
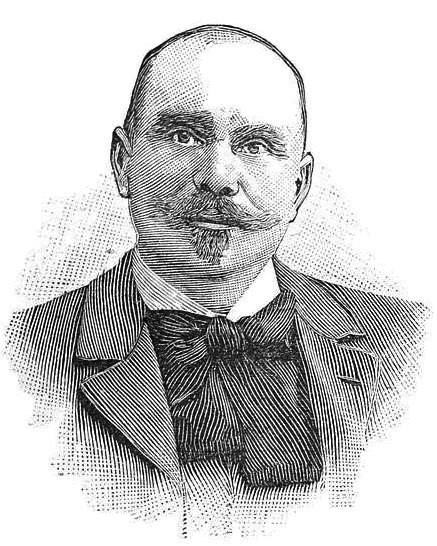
Charles Bernard
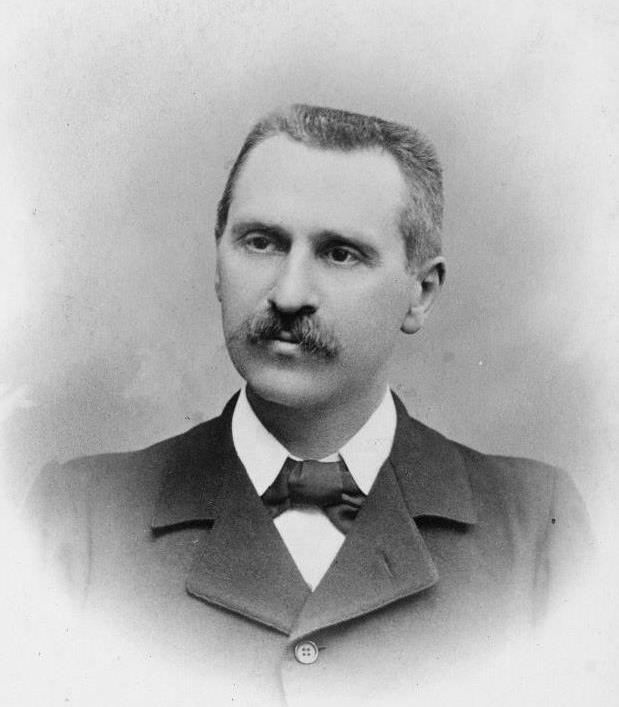
Gabriel Bertrou
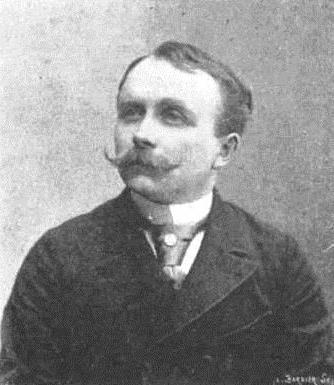
André de Boisandré (secrétaire)
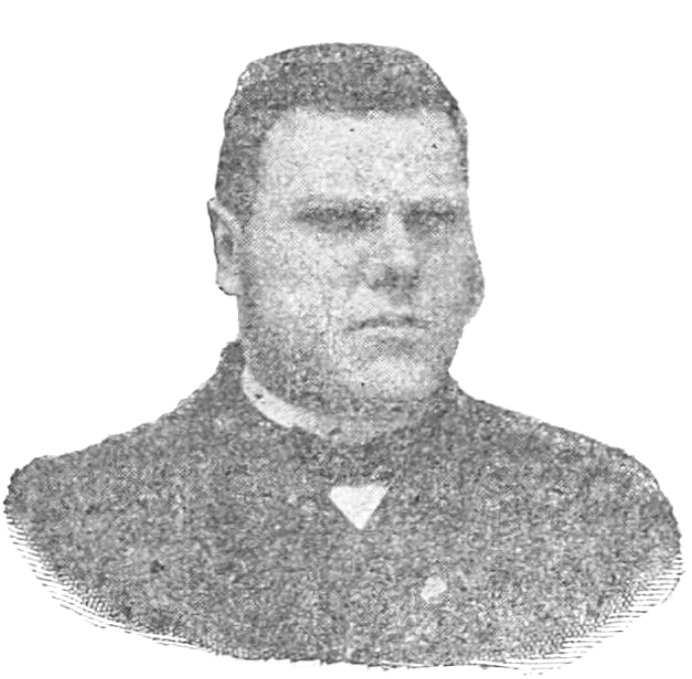
Flavien Brenier
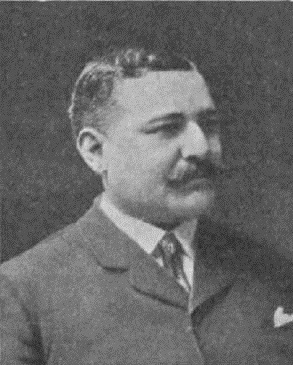
Léon Daudet
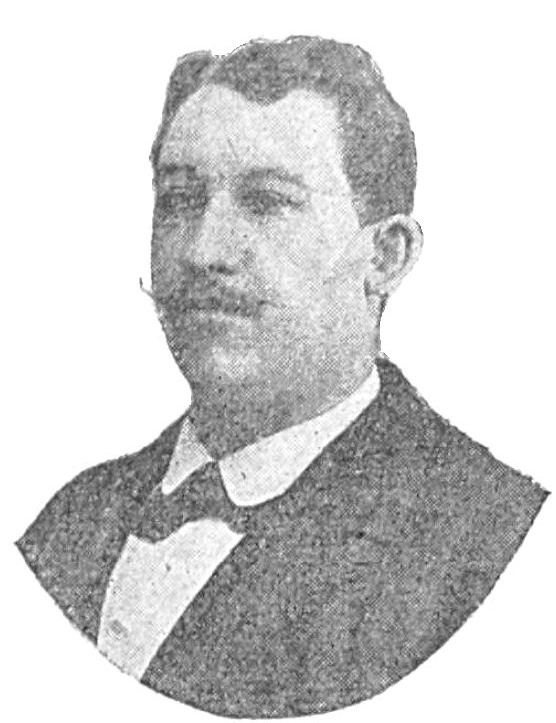
Charles Devos (trésorier)
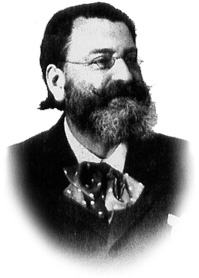
Édouard Drumont (président)
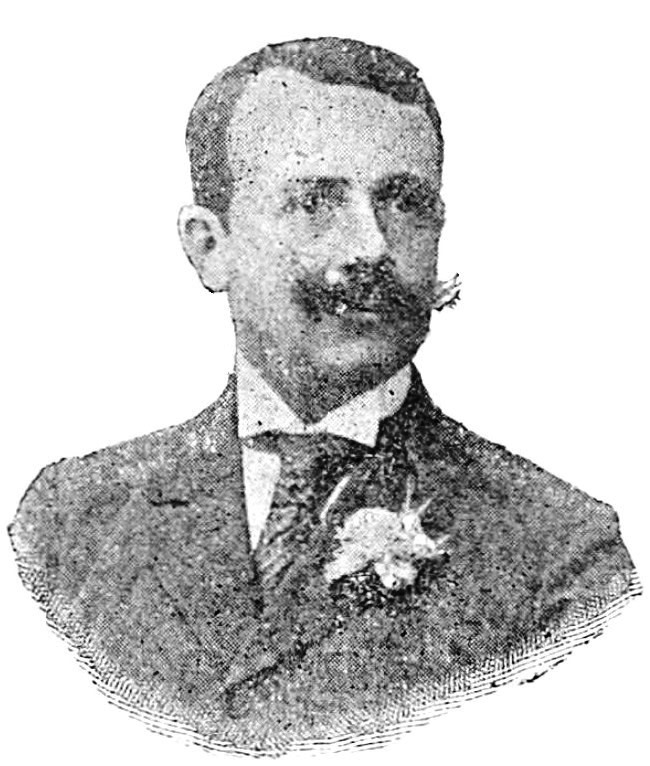
Renaud d'Elissagaray
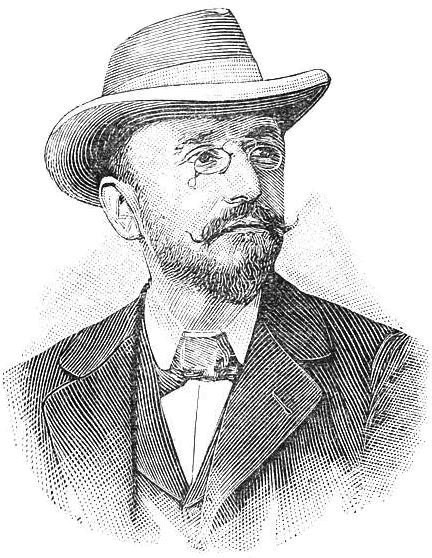
Firmin Faure
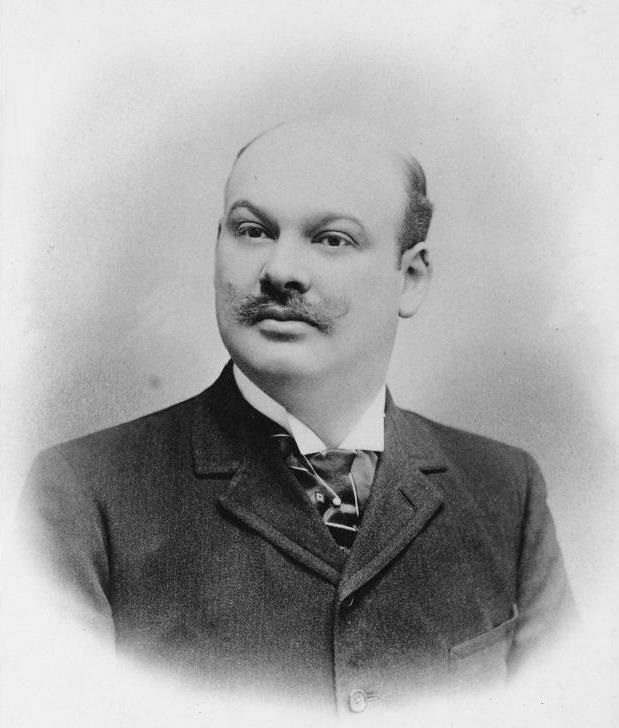
Stéphane Jousselin
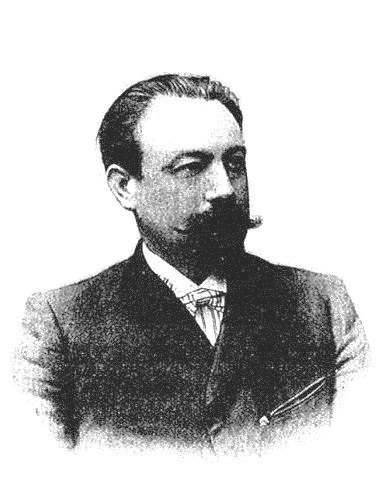
Gaston Méry